# Томино (деревня, Челябинская область)
Томина — упразднённая деревня в Сосновском районе Челябинской области. Входила в состав Томинского сельского поселения. Исключена из учётных данных в 2023 году.

## География
Расположена в южной части района, на берегу реки Каменки (Каменный лог). Расстояние до районного центра Долгодеревенское 80 км, до центра сельского поселения поселок Томинский — 6 км.

## История
Деревня основана после 1841 и названа по фамилии одного из первопоселенцев.
Примерно в 1929—1930 годах здесь был организован колхоз им. Калинина, после 1945 года он был включён в состав Томинского совхоза. На территории деревни после 1995 года сначала находилось отделение АОЗТ «Томинское», а затем отделение ЗАО «Томинское».
Жители деревни были переселены в другие населённые пункты из-за попадания её в санитарную зону Томинского ГОКа, после чего деревня была исключена из учётных данных как не имеющая населения и значимой инфраструктуры.

## Улицы
- Улица Калинина
- Луговая улица
- Улица Мира
- Сиреневая улица

## Население
| 2002 | 2010 | 2023 |
| ---- | ---- | ---- |
| 120  | ↗121 | ↘0   |